# タイタス・ヤング
タイタス・ヤング（Titus Young 1989年8月21日- ）はカリフォルニア州ロサンゼルス出身のアメリカンフットボール選手。現在フリーエージェント。ポジションはワイドレシーバー。

## 経歴
ボイシ州立大学で204レシーブ、3,063ヤード、25TD、2010年には71回のレシーブでd1,215ヤード（大学記録）、9TDをあげた。ハワイ大学戦では83ヤードのレシーブを記録している。
2011年のNFLドラフト2巡全体44位でデトロイト・ライオンズに指名された。この年、チームの第3レシーバーとなった。10月30日のデンバー・ブロンコス戦で4回のレシーブで66ヤード、プロ初TDをあげた。この年48回のレシーブで607ヤードで6TDをあげた。
2012年5月にチームの合同練習で、ルイス・デルマスを殴った。セントルイス・ラムズとの開幕戦で相手の新人CBジャノリス・ジェンキンスにトラッシュトークを仕掛けられた彼は頭突きを行い、一時ベンチに下げられた。同年11月、故意に間違ったポジションで2度プレーしたり、WRコーチのショーン・ジェファーソンの指示に従わないなど問題行動を起こす彼には、ライオンズから謹慎処分がなされた。この年10試合に出場し、33回のレシーブで383ヤード、4TDに終わった。
2013年2月4日、ライオンズからウェーバーされた。翌5日、セントルイス・ラムズに加入したが、10日後に解雇された。
5月5日、カリフォルニア州南部で飲酒運転の疑いで逮捕、その後釈放されたが、レッカー移動された自分の車を取り戻そうと敷地へ無断侵入したとして再度逮捕された。

## 人物
大学時代からフィールド外でトラブルを起こしており、大学2年次にはチームメートと乱闘を起こし、シーズンの大半出場停止処分を受けたことがあった。大学3,4年次は優れたスピードと瞬発力でロングパスの捕球、ショートパスを捕球後、ランアフターキャッチでビッグゲインをしていた。